# Chengetayi Mapaya
Chengetayi Mapaya (* 19. Dezember 1998 in Harare) ist ein simbabwischer Leichtathlet, der sich auf den Dreisprung spezialisiert hat.

## Sportliche Laufbahn
Chengetayi Mapaya stammt aus der simbabwischen Hauptstadt Harare, wo er als ältestes von insgesamt drei Geschwistern geboren wurde. Dort besuchte er das St. George’s College. 2017 qualifizierte er sich für die U20-Afrikameisterschaften im algerischen Tlemcen, zu denen er sowohl im Weit- als auch im Dreisprung antrat. Im Weitsprung belegte er im Finale den sechsten Platz. Seitdem trat er nahezu ausschließlich im Dreisprung an. Zwei Tage nach dem sechsten Platz, gewann er mit 16,30 m in seiner Paradedisziplin die Goldmedaille und stellte damit einen neuen Juniorenrekord für Afrika auf. Seit 2018 studiert er mittels eines Stipendiums in den USA an der Texas Christian University in Fort Worth. Anfangs viel er ihm schwer, sich auf die geänderten Umstände, etwa die deutlich höhere Trainingsbelastung, in der neuen Heimat einzustellen. Noch im selben Jahr nahm er erstmals an Wettkämpfen in der Hallte teil und stellte im März mit 16,38 m eine Bestleistung auf. Ein Jahr später steigerte er sich in der Halle auf 16,83 m und stellte damit einen neuen Rekord für das Sportteam seiner Universität auf. Auch später während der Freiluftsaison sprang er auf ähnlichem Niveau und konnte sich im Juni bis zu einer Weite von 17,13 m steigern. Damit erfüllte er die geforderte Norm von 16,95 m und konnte Ende September bei den Weltmeisterschaften in Doha an den Start gehen. In Doha verpasste er es anschließend in die Nähe seiner Bestweite zu springen und schied somit abgeschlagen nach der Qualifikation aus. Auch drei Jahre später schied er bei den nächsten Weltmeisterschaften in Eugene, dem Ort, an dem er einen Monat zuvor mit 17,26 m eine neue Bestweite aufstellte, ebenfalls chancenlos nach der Qualifikation aus.

## Wichtige Wettbewerbe
| Jahr                 | Veranstaltung             | Ort                  | Platz                | Disziplin            | Weite/Zeit           |
| Startet für Simbabwe | Startet für Simbabwe      | Startet für Simbabwe | Startet für Simbabwe | Startet für Simbabwe | Startet für Simbabwe |
| -------------------- | ------------------------- | -------------------- | -------------------- | -------------------- | -------------------- |
| 2017                 | U20-Afrikameisterschaften | Tlemcen              | 6.                   | Weitsprung           | 6,98 m               |
| 2017                 | U20-Afrikameisterschaften | Tlemcen              | 1.                   | Dreisprung           | 16,30 m              |
| 2019                 | Weltmeisterschaften       | Doha                 | 25.                  | Dreisprung           | 16,36 m              |
| 2022                 | Weltmeisterschaften       | Eugene               | 27.                  | Dreisprung           | 15,75 m              |

## Persönliche Bestleistungen
Freiluft
- Weitsprung: 6,98 m, 29. Juni 2017, Tlemcen
- Dreisprung: 17,26 m, 10. Juni 2022, Eugene

Halle
- Weitsprung: 7,43 m, 28. Februar 2020, Ames
- Dreisprung: 16,95 m, 13. März 2021, Fayetteville, (simbabwischer Rekord)